# 45ª Divisione serba
La 45ª Divisione serba, in cirillico Четрдесетпета српска дивизија, in serbo-croato Četrdesetpeta srpska divizija, è stata una formazione militare dell'Esercito Popolare di Liberazione della Jugoslavia che venne costituita il 3 settembre 1944 per partecipare alla Seconda guerra mondiale sul Fronte jugoslavo.
La grande unità, formata da tre brigate di partigiani serbi, prese parte alla campagna di liberazione della Serbia meridionale e contribuì alla liberazione di Niš; successivamente venne aggregata prima alla 2ª Armata jugoslava e quindi alla 3ª Armata jugoslava, terminando la guerra nella regione della Stiria, in Austria.

## Storia
Al momento della sua costituzione la 45ª Divisione venne formata con tre brigate reclutate in Serbia, la 20ª Brigata serba, la 23ª Brigata serba e la 24ª Brigata serba; la nuova unità venne costantemente rafforzata con l'aggiunta di altri reparti, di un battaglione di collegamento ed anche un battaglione medico-sanitario. In questo modo gli effettivi aumentarono da 2.100 combattenti al momento della sua costituzione, a 5.300 il 27 settembre 1944; il 1 maggio 1945, alla fine della guerra, la divisione aveva 10.844 partigiani effettivi. La 45ª Divisione serba fu agli ordini del Comando generale per la Serbia fino al 13 settembre 1944, quindi venne assegnata al XIV Korpus che, insieme al XIII Korpus, faceva parte del raggruppamento al comando del generale Koča Popović incaricato dal Comando supremo partigiano di liberare la Serbia meridionale e orientale.
All'inizio del settembre 1944 la nuova divisione entrò subito in azione combattendo contro truppe tedesche e bulgare nel territorio di Niš, Svrljig e Knjaževac; l'8 settembre 1944 a Runjevcu e Jošanica sconfisse circa 3.000 soldati della 24ª Divisione bulgara. L'11 e 12 settembre interruppe, nell'area di Knjaževac le comunicazioni tra Niš-Zaječar, ostacolando in questo modo il rifornimento di una divisione tedesca schierata nella zona collinare di Zajecar. Alla fine di settembre ed ai primi di ottobre, la 45ª Divisione serba entrò in contatto con le prime unità dell'Armata Rossa che avevano attraversato il confine bulgaro-jugoslavo; con la loro azione combinata i partigiani e i sovietici minacciarono le retrovie della 1ª Divisione da montagna tedesca nell'area di Boljevac, Zajecar, Knjaževac. Nella successiva offensiva di Niš, la divisione combatté insieme alla 223ª Divisione dell'Armata Rossa e contribuì alla vittoria conquistando definitivamente Knjaževac, Aleksinac e Svrljig.
Dopo la liberazione di Belgrado le operazioni continuarono nei mesi di novembre e dicembre, e la 45ª Divisione combatté sulla linea Požega-Užice-Varda-Ljubovija, mentre nel periodo invernale a gennaio 1945 fu impegnata in aspri combattimenti lungo la linea di comunicazione tra Zvornik e Bijeljina ma gli attacchi partigiani sferrati dalla 2ª Armata furono seccamente respinti dalle truppe tedesche.
Nei successivi combattimenti sul monte Ozren, dall'8 al 12 febbraio 1945, la divisione ottenne un importante successo sconfiggendo un forte raggruppamento di cetnici serbi e montenegrini che, con l'aiuto dei reparti tedeschi, stava cercando di infiltrarsi lungo la valle Spreče e avanzare fino a Tuzla. Nelle operazioni finali della primavera 1945, in aprile e maggio, la 45ª Divisione serba fece parte inizialmente dell'ordine di battaglia della 2ª Armata jugoslava e contribuì alla liberazione di Doboj, Derventa, Bosanska Gradiška, Bosanska Dubica e Sisak. L'8 maggio 1945 la 45ª Divisione serba fu una delle formazioni partigiane che marciarono su Zagabria e che liberarono la città; la divisione incontrò debole resistenza e attraversò la Sava sul ponte stradale congiungendosi con la 21ª Divisione serba e con la 28ª Divisione della Slavonia.
Dopo la liberazione della capitale croata, la 45ª Divisione fu trasferita alla 3ª Armata jugoslava con la quale proseguì l'inseguimento del nemico in rotta raggiungendo al termine della guerra la regione austriaca della Stiria.